# 互動式傳播
互動式傳播指的是在一個傳播管道中，當來自受眾的實際反饋被收集，而且發訊者將其加以使用，以便不斷地調整或修飾再次傳送給受重之資訊。交互對等、雙向傳播的能力，可歸因於傳播媒介或傳播關係的因素。在多數的傳播關係與傳播過程中，互動性能夠形成相互調整、共同取向、細微的控制以及更大的效率。新媒介最大的特色就是在於他們的互動性程度，而互動性可能又因為數位化而增強。
互動式傳播的重要大眾層面，在其採納與使用方面，是一個很重要的因素。新媒體重要大眾的狀況，可從其互動特質追溯起。假如這些新事物本身不是一種特殊的傳播通道，重要大眾層面將不會涉入其中。特別在新事物擴散的第一階段，重要大眾層面具有負面影響，使採用率減緩。以往的研究顯示，假如在系統上找到一位所要的人；其相似性很低，那麼以電腦為基礎的傳訊系統，很快地就被使用了。